# Mistrzostwa Świata w Hokeju na Lodzie Kobiet 2024 (I Dywizja)
Mistrzostwa Świata w Hokeju na Lodzie Kobiet I Dywizji 2024 rozegrane zostały w dniach 21-27 kwietnia (Dywizja IA) i 31 marca-6 kwietnia (Dywizja IB).
Do mistrzostw I Dywizji przystąpiło 12 zespołów, które zostały podzielone na dwie grupy po sześć zespołów. Dywizja I, Grupa A swoje mecze rozgrywała w (Klagenfurcie) w Austrii, natomiast Dywizja I, Grupa B w Rydze na Łotwie. Reprezentacje rywalizowały systemem każdy z każdym.
Hale, w których zorganizowano zawody:
- Heidi Horten-Arena w Klagenfurcie – Dywizja IA,
- Volvo Sports Center w Rydze – Dywizja IB.

## Grupa A
Do mistrzostw świata elity w 2025 z Dywizji IA awansowały najlepsze dwie reprezentacje. Ostatni zespół został zdegradowany.
Wyniki
| 21 kwietnia 2024 | Holandia | 1 : 5 | Francja | Heidi Horten-Arena, Klagenfurt |

| Szczegóły      | Szczegóły | Szczegóły       | Szczegóły | Szczegóły                         |
| -------------- | --------- | --------------- | --------- | --------------------------------- |
| Godzina: 11:30 |           | (0:1, 1:3, 0:1) |           | Sędzia główny: Sędziowie liniowi: |
| Godzina: 11:30 | min. kar  |                 | min. kar  | Sędzia główny: Sędziowie liniowi: |

| 21 kwietnia 2024 | Korea Południowa | 0 : 2 | Węgry | Heidi Horten-Arena, Klagenfurt |

| Szczegóły      | Szczegóły | Szczegóły       | Szczegóły | Szczegóły                         |
| -------------- | --------- | --------------- | --------- | --------------------------------- |
| Godzina: 15:00 |           | (0:0, 0:1, 0:1) |           | Sędzia główny: Sędziowie liniowi: |
| Godzina: 15:00 | min. kar  |                 | min. kar  | Sędzia główny: Sędziowie liniowi: |

| 21 kwietnia 2024 | Norwegia | 3 : 2 | Austria | Heidi Horten-Arena, Klagenfurt |

| Szczegóły      | Szczegóły | Szczegóły       | Szczegóły | Szczegóły                         |
| -------------- | --------- | --------------- | --------- | --------------------------------- |
| Godzina: 18:30 |           | (0:0, 0:1, 3:1) |           | Sędzia główny: Sędziowie liniowi: |
| Godzina: 18:30 | min. kar  |                 | min. kar  | Sędzia główny: Sędziowie liniowi: |

| 22 kwietnia 2024 | Węgry | 2 : 0 | Holandia | Heidi Horten-Arena, Klagenfurt |

| Szczegóły      | Szczegóły | Szczegóły       | Szczegóły | Szczegóły                         |
| -------------- | --------- | --------------- | --------- | --------------------------------- |
| Godzina: 12:30 |           | (1:0, 1:0, 0:0) |           | Sędzia główny: Sędziowie liniowi: |
| Godzina: 12:30 | min. kar  |                 | min. kar  | Sędzia główny: Sędziowie liniowi: |

| 22 kwietnia 2024 | Francja | 3 : 4 pk. | Norwegia | Heidi Horten-Arena, Klagenfurt |

| Szczegóły      | Szczegóły | Szczegóły                 | Szczegóły | Szczegóły                         |
| -------------- | --------- | ------------------------- | --------- | --------------------------------- |
| Godzina: 16:00 |           | (0:3, 2:0, 1:0, 0:0, 0:1) |           | Sędzia główny: Sędziowie liniowi: |
| Godzina: 16:00 | min. kar  |                           | min. kar  | Sędzia główny: Sędziowie liniowi: |

| 22 kwietnia 2024 | Austria | 6 : 0 | Korea Południowa | Heidi Horten-Arena, Klagenfurt |

| Szczegóły      | Szczegóły | Szczegóły       | Szczegóły | Szczegóły                         |
| -------------- | --------- | --------------- | --------- | --------------------------------- |
| Godzina: 19:30 |           | (2:0, 0:0, 4:0) |           | Sędzia główny: Sędziowie liniowi: |
| Godzina: 19:30 | min. kar  |                 | min. kar  | Sędzia główny: Sędziowie liniowi: |

| 24 kwietnia 2024 | Węgry | 1 : 2 pk. | Norwegia | Heidi Horten-Arena, Klagenfurt |

| Szczegóły      | Szczegóły | Szczegóły                 | Szczegóły | Szczegóły                         |
| -------------- | --------- | ------------------------- | --------- | --------------------------------- |
| Godzina: 12:30 |           | (0:0, 0:1, 1:0, 0:0, 0:1) |           | Sędzia główny: Sędziowie liniowi: |
| Godzina: 12:30 | min. kar  |                           | min. kar  | Sędzia główny: Sędziowie liniowi: |

| 24 kwietnia 2024 | Korea Południowa | 1 : 3 | Holandia | Heidi Horten-Arena, Klagenfurt |

| Szczegóły      | Szczegóły | Szczegóły       | Szczegóły | Szczegóły                         |
| -------------- | --------- | --------------- | --------- | --------------------------------- |
| Godzina: 16:00 |           | (0:1, 1:0, 0:2) |           | Sędzia główny: Sędziowie liniowi: |
| Godzina: 16:00 | min. kar  |                 | min. kar  | Sędzia główny: Sędziowie liniowi: |

| 24 kwietnia 2024 | Francja | 5 : 3 | Austria | Heidi Horten-Arena, Klagenfurt |

| Szczegóły      | Szczegóły | Szczegóły       | Szczegóły | Szczegóły                         |
| -------------- | --------- | --------------- | --------- | --------------------------------- |
| Godzina: 19:30 |           | (1:1, 1:1, 3:1) |           | Sędzia główny: Sędziowie liniowi: |
| Godzina: 19:30 | min. kar  |                 | min. kar  | Sędzia główny: Sędziowie liniowi: |

| 26 kwietnia 2024 | Francja | 5 : 0 | Korea Południowa | Heidi Horten-Arena, Klagenfurt |

| Szczegóły      | Szczegóły | Szczegóły       | Szczegóły | Szczegóły                         |
| -------------- | --------- | --------------- | --------- | --------------------------------- |
| Godzina: 12:30 |           | (2:0, 1:0, 2:0) |           | Sędzia główny: Sędziowie liniowi: |
| Godzina: 12:30 | min. kar  |                 | min. kar  | Sędzia główny: Sędziowie liniowi: |

| 26 kwietnia 2024 | Holandia | 0 : 1 pk. | Norwegia | Heidi Horten-Arena, Klagenfurt |

| Szczegóły      | Szczegóły | Szczegóły                 | Szczegóły | Szczegóły                         |
| -------------- | --------- | ------------------------- | --------- | --------------------------------- |
| Godzina: 16:00 |           | (0:0, 0:0, 0:0, 0:0, 0:1) |           | Sędzia główny: Sędziowie liniowi: |
| Godzina: 16:00 | min. kar  |                           | min. kar  | Sędzia główny: Sędziowie liniowi: |

| 26 kwietnia 2024 | Austria | 3 : 2 pk. | Węgry | Heidi Horten-Arena, Klagenfurt |

| Szczegóły      | Szczegóły | Szczegóły                 | Szczegóły | Szczegóły                         |
| -------------- | --------- | ------------------------- | --------- | --------------------------------- |
| Godzina: 20:25 |           | (2:2, 0:0, 0:0, 0:0, 1:0) |           | Sędzia główny: Sędziowie liniowi: |
| Godzina: 20:25 | min. kar  |                           | min. kar  | Sędzia główny: Sędziowie liniowi: |

| 27 kwietnia 2024 | Norwegia | 8 : 0 | Korea Południowa | Heidi Horten-Arena, Klagenfurt |

| Szczegóły      | Szczegóły | Szczegóły       | Szczegóły | Szczegóły                         |
| -------------- | --------- | --------------- | --------- | --------------------------------- |
| Godzina: 12:30 |           | (3:0, 3:0, 2:0) |           | Sędzia główny: Sędziowie liniowi: |
| Godzina: 12:30 | min. kar  |                 | min. kar  | Sędzia główny: Sędziowie liniowi: |

| 27 kwietnia 2024 | Węgry | 2 : 1 | Francja | Heidi Horten-Arena, Klagenfurt |

| Szczegóły      | Szczegóły | Szczegóły       | Szczegóły | Szczegóły                         |
| -------------- | --------- | --------------- | --------- | --------------------------------- |
| Godzina: 16:00 |           | (0:1, 1:0, 1:0) |           | Sędzia główny: Sędziowie liniowi: |
| Godzina: 16:00 | min. kar  |                 | min. kar  | Sędzia główny: Sędziowie liniowi: |

| 27 kwietnia 2024 | Austria | 6 : 5 pd. | Holandia | Heidi Horten-Arena, Klagenfurt |

| Szczegóły      | Szczegóły | Szczegóły            | Szczegóły | Szczegóły                         |
| -------------- | --------- | -------------------- | --------- | --------------------------------- |
| Godzina: 20:25 |           | (2:2, 3:1, 0:2, 1:0) |           | Sędzia główny: Sędziowie liniowi: |
| Godzina: 20:25 | min. kar  |                      | min. kar  | Sędzia główny: Sędziowie liniowi: |

Tabela
| Lp. | Zespół           | M | Pkt | Z | Zd | Pd | P | G+ | G- | +/− |
| --- | ---------------- | - | --- | - | -- | -- | - | -- | -- | --- |
| 1   | Norwegia         | 5 | 12  | 2 | 3  | 0  | 0 | 18 | 6  | +12 |
| 2   | Węgry            | 5 | 11  | 3 | 0  | 2  | 0 | 9  | 6  | +3  |
| 3   | Francja          | 5 | 10  | 3 | 0  | 1  | 1 | 19 | 10 | +9  |
| 4   | Austria          | 5 | 7   | 1 | 2  | 0  | 2 | 20 | 15 | +5  |
| 5   | Holandia         | 5 | 5   | 1 | 0  | 2  | 2 | 9  | 15 | −6  |
| 6   | Korea Południowa | 5 | 0   | 0 | 0  | 0  | 5 | 1  | 24 | −23 |

     = awans do elity

     = utrzymanie w Dywizji I, Grupie A

     = spadek do Dywizji I, Grupy B

## Grupa B
Do mistrzostw świata dywizji IA w 2025 awansował zwycięzca turnieju. Ostatni zespół został zdegradowany do mistrzostw świata dywizji IIA w 2025.
Wyniki
| 31 marca 2024 | Wielka Brytania | 1 : 0 | Włochy | Volvo Sports Center, Ryga |

| Szczegóły      | Szczegóły | Szczegóły       | Szczegóły | Szczegóły                         |
| -------------- | --------- | --------------- | --------- | --------------------------------- |
| Godzina: 12:30 |           | (0:0, 1:0, 0:0) |           | Sędzia główny: Sędziowie liniowi: |
| Godzina: 12:30 | min. kar  |                 | min. kar  | Sędzia główny: Sędziowie liniowi: |

| 31 marca 2024 | Słowenia | 4 : 1 | Polska | Volvo Sports Center, Ryga |

| Szczegóły      | Szczegóły | Szczegóły       | Szczegóły | Szczegóły                         |
| -------------- | --------- | --------------- | --------- | --------------------------------- |
| Godzina: 16:00 |           | (2:1, 1:0, 1:0) |           | Sędzia główny: Sędziowie liniowi: |
| Godzina: 16:00 | min. kar  |                 | min. kar  | Sędzia główny: Sędziowie liniowi: |

| 31 marca 2024 | Łotwa | 1 : 7 | Słowacja | Volvo Sports Center, Ryga |

| Szczegóły      | Szczegóły | Szczegóły       | Szczegóły | Szczegóły                         |
| -------------- | --------- | --------------- | --------- | --------------------------------- |
| Godzina: 19:30 |           | (1:1, 0:6, 0:0) |           | Sędzia główny: Sędziowie liniowi: |
| Godzina: 19:30 | min. kar  |                 | min. kar  | Sędzia główny: Sędziowie liniowi: |

| 1 kwietnia 2024 | Polska | 3 : 2 pd. | Wielka Brytania | Volvo Sports Center, Ryga |

| Szczegóły      | Szczegóły | Szczegóły            | Szczegóły | Szczegóły                         |
| -------------- | --------- | -------------------- | --------- | --------------------------------- |
| Godzina: 12:30 |           | (0:2, 1:0, 1:0, 1:0) |           | Sędzia główny: Sędziowie liniowi: |
| Godzina: 12:30 | min. kar  |                      | min. kar  | Sędzia główny: Sędziowie liniowi: |

| 1 kwietnia 2024 | Słowacja | 4 : 0 | Słowenia | Volvo Sports Center, Ryga |

| Szczegóły      | Szczegóły | Szczegóły       | Szczegóły | Szczegóły                         |
| -------------- | --------- | --------------- | --------- | --------------------------------- |
| Godzina: 16:00 |           | (2:0, 1:0, 1:0) |           | Sędzia główny: Sędziowie liniowi: |
| Godzina: 16:00 | min. kar  |                 | min. kar  | Sędzia główny: Sędziowie liniowi: |

| 1 kwietnia 2024 | Włochy | 2 : 3 | Łotwa | Volvo Sports Center, Ryga |

| Szczegóły      | Szczegóły | Szczegóły       | Szczegóły | Szczegóły                         |
| -------------- | --------- | --------------- | --------- | --------------------------------- |
| Godzina: 19:30 |           | (0:0, 1:1, 1:2) |           | Sędzia główny: Sędziowie liniowi: |
| Godzina: 19:30 | min. kar  |                 | min. kar  | Sędzia główny: Sędziowie liniowi: |

| 3 kwietnia 2024 | Słowacja | 7 : 1 | Wielka Brytania | Volvo Sports Center, Ryga |

| Szczegóły      | Szczegóły | Szczegóły       | Szczegóły | Szczegóły                         |
| -------------- | --------- | --------------- | --------- | --------------------------------- |
| Godzina: 12:30 |           | (2:1, 4:0, 1:0) |           | Sędzia główny: Sędziowie liniowi: |
| Godzina: 12:30 | min. kar  |                 | min. kar  | Sędzia główny: Sędziowie liniowi: |

| 3 kwietnia 2024 | Polska | 1 : 2 | Włochy | Volvo Sports Center, Ryga |

| Szczegóły      | Szczegóły | Szczegóły       | Szczegóły | Szczegóły                         |
| -------------- | --------- | --------------- | --------- | --------------------------------- |
| Godzina: 16:00 |           | (1:1, 0:0, 0:1) |           | Sędzia główny: Sędziowie liniowi: |
| Godzina: 16:00 | min. kar  |                 | min. kar  | Sędzia główny: Sędziowie liniowi: |

| 3 kwietnia 2024 | Łotwa | 3 : 4 pk. | Słowenia | Volvo Sports Center, Ryga |

| Szczegóły      | Szczegóły | Szczegóły                 | Szczegóły | Szczegóły                         |
| -------------- | --------- | ------------------------- | --------- | --------------------------------- |
| Godzina: 19:30 |           | (1:0, 2:3, 0:0, 0:0, 0:1) |           | Sędzia główny: Sędziowie liniowi: |
| Godzina: 19:30 | min. kar  |                           | min. kar  | Sędzia główny: Sędziowie liniowi: |

| 5 kwietnia 2024 | Włochy | 3 : 2 | Słowacja | Volvo Sports Center, Ryga |

| Szczegóły      | Szczegóły | Szczegóły       | Szczegóły | Szczegóły                         |
| -------------- | --------- | --------------- | --------- | --------------------------------- |
| Godzina: 12:30 |           | (0:1, 1:0, 2:1) |           | Sędzia główny: Sędziowie liniowi: |
| Godzina: 12:30 | min. kar  |                 | min. kar  | Sędzia główny: Sędziowie liniowi: |

| 5 kwietnia 2024 | Słowenia | 1 : 2 | Wielka Brytania | Volvo Sports Center, Ryga |

| Szczegóły      | Szczegóły | Szczegóły       | Szczegóły | Szczegóły                         |
| -------------- | --------- | --------------- | --------- | --------------------------------- |
| Godzina: 16:00 |           | (0:0, 1:1, 0:1) |           | Sędzia główny: Sędziowie liniowi: |
| Godzina: 16:00 | min. kar  |                 | min. kar  | Sędzia główny: Sędziowie liniowi: |

| 5 kwietnia 2024 | Polska | 0 : 6 | Łotwa | Volvo Sports Center, Ryga |

| Szczegóły      | Szczegóły | Szczegóły       | Szczegóły | Szczegóły                         |
| -------------- | --------- | --------------- | --------- | --------------------------------- |
| Godzina: 19:30 |           | (0:1, 0:2, 0:3) |           | Sędzia główny: Sędziowie liniowi: |
| Godzina: 19:30 | min. kar  |                 | min. kar  | Sędzia główny: Sędziowie liniowi: |

| 6 kwietnia 2024 | Włochy | 6 : 1 | Słowenia | Volvo Sports Center, Ryga |

| Szczegóły      | Szczegóły | Szczegóły       | Szczegóły | Szczegóły                         |
| -------------- | --------- | --------------- | --------- | --------------------------------- |
| Godzina: 12:30 |           | (2:0, 2:0, 2:1) |           | Sędzia główny: Sędziowie liniowi: |
| Godzina: 12:30 | min. kar  |                 | min. kar  | Sędzia główny: Sędziowie liniowi: |

| 6 kwietnia 2024 | Słowacja | 5 : 1 | Polska | Volvo Sports Center, Ryga |

| Szczegóły      | Szczegóły | Szczegóły       | Szczegóły | Szczegóły                         |
| -------------- | --------- | --------------- | --------- | --------------------------------- |
| Godzina: 16:00 |           | (1:0, 3:1, 1:0) |           | Sędzia główny: Sędziowie liniowi: |
| Godzina: 16:00 | min. kar  |                 | min. kar  | Sędzia główny: Sędziowie liniowi: |

| 6 kwietnia 2024 | Wielka Brytania | 2 : 3 | Łotwa | Volvo Sports Center, Ryga |

| Szczegóły      | Szczegóły | Szczegóły       | Szczegóły | Szczegóły                         |
| -------------- | --------- | --------------- | --------- | --------------------------------- |
| Godzina: 19:30 |           | (1:1, 1:1, 0:1) |           | Sędzia główny: Sędziowie liniowi: |
| Godzina: 19:30 | min. kar  |                 | min. kar  | Sędzia główny: Sędziowie liniowi: |

Tabela
| Lp. | Zespół          | M | Pkt | Z | Zd | Pd | P | G+ | G- | +/− |
| --- | --------------- | - | --- | - | -- | -- | - | -- | -- | --- |
| 1   | Słowacja        | 5 | 12  | 4 | 0  | 0  | 1 | 25 | 6  | +19 |
| 2   | Łotwa           | 5 | 10  | 3 | 0  | 1  | 1 | 16 | 15 | +1  |
| 3   | Włochy          | 5 | 9   | 3 | 0  | 0  | 2 | 13 | 8  | +5  |
| 4   | Wielka Brytania | 5 | 7   | 2 | 0  | 1  | 2 | 8  | 14 | −6  |
| 5   | Słowenia        | 5 | 5   | 1 | 1  | 0  | 3 | 10 | 16 | −6  |
| 6   | Polska          | 5 | 2   | 0 | 1  | 0  | 4 | 6  | 19 | −13 |

     = awans do Dywizji I, Grupy A

     = utrzymanie w Dywizji I, Grupie B

     = spadek do Dywizji II, Grupy A